# Prémio Goncourt

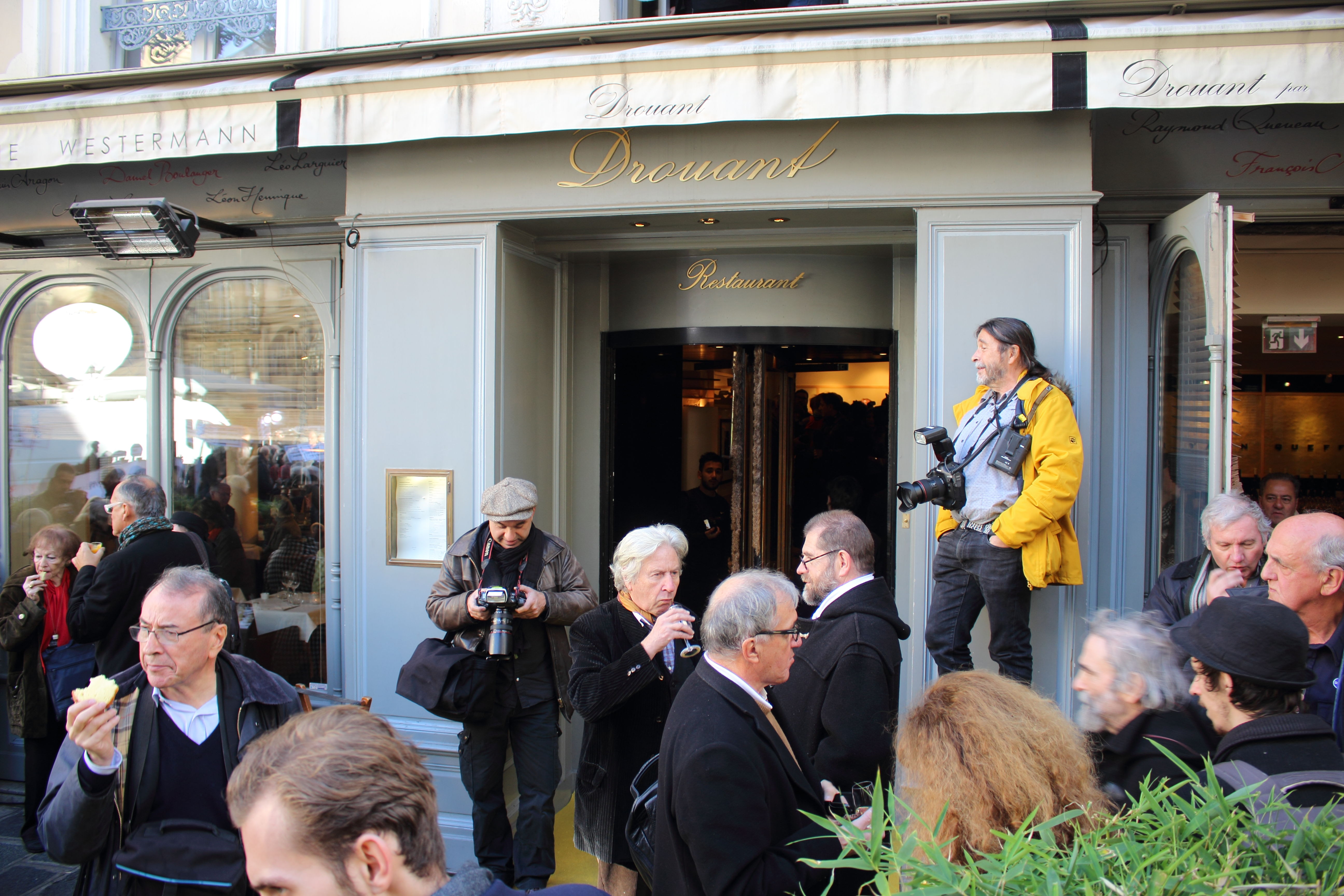
Movimentação em frente ao Goncourt em Paris, 3 novembro de 2016.

O Prêmio Goncourt (português brasileiro) ou Prémio Goncourt (português europeu) (em francês: Prix Goncourt)) é um prêmio literário atribuído anualmente pela Academia Goncourt. Criado pelo testamento do escritor francês Edmond de Goncourt, morto em 1896, o Prêmio Goncourt foi atribuído pela primeira vez no dia 21 de dezembro de 1903.
O prémio Goncourt é atribuído a um romance para recompensar todos os anos o melhor livro de imaginação em prosa. É o prémio literário mais cobiçado na França.[carece de fontes?] Os membros da Academia Goncourt reúnem-se a cada primeira terça-feira do mês no restaurante Drouant em Paris. O nome do laureado é proclamado no início de novembro após um almoço no restaurante Drouant.
Quatro outros prémios são também atribuídos: Prix Goncourt du Premier Roman (primeiro romance), Prix Goncourt de la Nouvelle (contos), Prix Goncourt de la Poésie (poesia) e Prix Goncourt de la Biographie (biografia). Destes "seis grandes" prémios literários franceses, o Prix Goncourt é o mais conhecido e mais prestigiante.

## Laureados
- 1903 — John Antoine Nau, com a obra Force ennemie
- 1904 — Léon Frapié, com a obra La Maternelle
- 1905 — Claude Farrère, com a obra Les Civilisés
- 1906 — Jérôme e Jean Tharaud, com a obra Dingley, l'illustre écrivain
- 1907 — Émile Moselly, com a obra Le Rouet d'ivoire
- 1908 — Francis de Miomandre, com a obra Écrit sur de l'eau...
- 1909 — Marius[desambiguação necessária] e Ary Leblond, com a obra En France
- 1910 — Louis Pergaud, com a obra De Goupil à Margot
- 1911 — Alphonse de Chateaubriant, com a obra Monsieur des Lourdines
- 1912 — André Savignon, com a obra Les Filles de la pluie
- 1913 — Marc Elder, com a obra Le Peuple de la mer
- 1914 — Adrien Bertrand, com a obra l'Appel du Sol
- 1915 — René Benjamin, com a obra Gaspard[desambiguação necessária]
- 1916 — Henri Barbusse, com a obra Le Feu
- 1917 — Henri Malherbe, com a obra La Flamme au poing
- 1918 — Georges Duhamel, com a obra Civilisation
- 1919 — Marcel Proust, com a obra À l'ombre des jeunes filles en fleur
- 1920 — Ernest Pérochon, com a obra Nene
- 1921 — René Maran, com a obra Batouala
- 1922 — Henry Béraud, com a obra Le Vitriol de la lune et Le Martyre de l'obèse
- 1923 — Lucien Fabre, com a obra Rabevel ou le Mal des ardents
- 1924 — Thierry Sandre, com a obra Le Chèvrefeuille, le Purgatoire, le Chapitre XIII
- 1925 — Maurice Genevoix, com a obra Raboliot
- 1926 — Henri Deberly, com a obra Le Supplice de Phèdre
- 1927 — Maurice Bedel, com a obra Jérôme 60° latitude nord
- 1928 — Maurice Constantin Weyer, com a obra Un homme se penche sur son passé
- 1929 — Marcel Arland, com a obra L'Ordre
- 1930 — Henri Fauconnier, com a obra Malaisie
- 1931 — Jean Fayard, com a obra Mal d'amour
- 1932 — Guy Mazeline, com a obra Les Loups
- 1933 — André Malraux, com a obra La Condition humaine
- 1934 — Roger Vercel, com a obra Capitaine Conan
- 1935 — Joseph Peyre, com a obra Sang et lumières
- 1936 — Maxence Van Der Meersch, com a obra L'Empreinte de Dieu
- 1937 — Charles Plisnier, com a obra Faux Passeports
- 1938 — Henri Troyat, com a obra L'Araigne
- 1939 — Philippe Heriat, com a obra Les Enfants gâtés
- 1940 — Francis Ambriere, com a obra Les Grandes Vacances
- 1941 — Henri Pourrat, com a obra Le Vent de Mars
- 1942 — Marc Bernard, com a obra Pareil à des enfants
- 1943 — Marius Grout, com a obra Passage de l'Homme
- 1944 — Elsa Triolet, com a obra Le Premier Accroc coûte 200 Francs
- 1945 — Jean-Louis Bory, com a obra Mon village à l'heure allemande
- 1946 — Jean-Jacques Gautier, com a obra Histoire d'un fait divers
- 1947 — Jean-Louis Curtis, com a obra Les Forêts de la nuit
- 1948 — Maurice Druon, com a obra Les Grandes Familles
- 1949 — Robert Merle, com a obra Week-end à Zuydcoote
- 1950 — Paul Colin, com a obra Les Jeux sauvages
- 1951 — Julien Gracq, com a obra Le Rivage des Syrtes
- 1952 — Béatrice Beck, com a obra Léon Morin, prêtre
- 1953 — Pierre Gascar, com a obra Les Bêtes
- 1954 — Simone de Beauvoir, com a obra Mandarins
- 1955 — Roger Ikor, com a obra Les Eaux mêlées
- 1956 — Romain Gary, com a obra Les Racines du ciel
- 1957 — Roger Vailland, com a obra La Loi
- 1958 — Francis Walder, com a obra Saint Germain ou la Négociation
- 1959 — André Schwartz-Bart, com a obra Le Dernier des Justes
- 1960 — Vintila Horia, com a obra Dieu est né en exil - Prémio recusado
- 1961 — Jean Cau, com a obra La Pitié de Dieu
- 1962 — Anna Langfus, com a obra Les Bagages de sable
- 1963 — Armand Lanoux, com a obra Quand la mer se retire
- 1964 — Georges Conchon, com a obra L'État sauvage
- 1965 — Jacques Borel, com a obra L'Adoration
- 1966 — Edmonde Charles-Roux, com a obra Oublier Palerme
- 1967 — André Pieyre de Mandiargues, com a obra La Marge
- 1968 — Bernard Clavel, com a obra Les Fruits de l'hiver
- 1969 — Félicien Marceau, com a obra Creezy
- 1970 — Michel Tournier, com a obra Le Roi des Aulnes
- 1971 — Jacques Laurent, com a obra Les Bêtises
- 1972 — Jean Carrière, com a obra L'Epervier de Maheux
- 1973 — Jacques Chessex, com a obra L'Ogre
- 1974 — Pascal Lainé, com a obra La Dentellière
- 1975 — Émile Ajar (Romain Gary), com a obra La Vie devant soi
- 1976 — Patrick Grainville, com a obra Les Flamboyants
- 1977 — Didier Decoin, com a obra John l'enfer
- 1978 — Patrick Modiano, com a obra Rue des boutiques obscures
- 1979 — Antonine Maillet, com a obra Pélagie la Charette
- 1980 — Yves Navarre, com a obra Le Jardin d'acclimatation
- 1981 — Lucien Bodard, com a obra Anne Marie
- 1982 — Dominique Fernandez, com a obra Dans la main de l'Ange
- 1983 — Frédérick Tristan, com a obra Les égarés
- 1984 — Marguerite Duras, com a obra O Amante
- 1985 — Yann Queffelec, com a obra Les Noces barbares
- 1986 — Michel Host, com a obra Valet de nuit
- 1987 — Tahar Ben Jelloun, com a obra La Nuit sacrée
- 1988 — Érik Orsenna, com a obra L'Exposition coloniale
- 1989 — Jean Vautrin, com a obra Un grand pas vers le Bon Dieu
- 1990 — Jean Rouaud, com a obra Les Champs d'honneur
- 1991 — Pierre Combescot, com a obra Les Filles du Calvaire
- 1992 — Patrick Chamoiseau, com a obra Texaco
- 1993 — Amin Maalouf, com a obra Le Rocher de Tanios
- 1994 — Didier Van Cauwelaert, com a obra Un Aller simple
- 1995 — Andreï Makine, com a obra Le Testament français
- 1996 — Pascale Roze, com a obra Le Chasseur Zéro
- 1997 — Patrick Rambaud, com a obra La Bataille
- 1998 — Paule Constant, com a obra Confidence pour confidence
- 1999 — Jean Echenoz, com a obra Je m'en vais
- 2000 — Jean-Jacques Schuhl, com a obra Ingrid Caven
- 2001 — Jean-Christophe Rufin, com a obra Rouge Brésil
- 2002 — Pascal Quignard, com a obra Les Ombres errantes
- 2003 — Jacques-Pierre Amette, com a obra La Maîtresse de Brecht
- 2004 — Laurent Gaudé, com a obra Le Soleil des Scorta
- 2005 — François Weyergans, com a obra Trois jours chez ma mère
- 2006 — Jonathan Litell, com a obra Les bienveillantes
- 2007 — Gilles Leroy, com a obra Alabama Song
- 2008 — Atiq Rahimi, com a obra Syngué sabour. Pierre de patience
- 2009 — Marie NDiaye, com a obra Trois femmes puissantes
- 2010 — Michel Houellebecq, com a obra La Carte et le Territoire
- 2011 — Alexis Jenni, com a obra L'art français de la guerre
- 2012 — Jérôme Ferrari, com a obra Le Sermon sur la chute de Rome
- 2013 — Pierre Lemaitre, com a obra Au revoir là-haut
- 2014 — Lydie Salvayre, com a obra Pas pleurer
- 2015 — Mathias Énard, com a obra Boussole
- 2016 — Leïla Slimani, com a obra Chanson douce
- 2017 — Éric Vuillard, com a obra L'Ordre du jour
- 2018 — Nicolas Mathieu, com a obra Leurs Enfants Aprés Eux
- 2019 — Jean-Paul Dubois, com a obra Tous les hommes n'habitent pas le monde de la même façon
- 2020 — Hervé Le Tellier, com a obra L’Anomalie
- 2021 — Mohamed Mbougar Sarr, com a obra La plus secrète mémoire des hommes
- 2022 — Brigitte Giraud, com a obra Vivre Vite
- 2023 — Jean-Baptiste Andrea, com a obra Veiller sur elle
- 2024 - Kamel Daoud, com a obra Houris

## Outros prémios
Adicionalmente ao Prix Goncourt para um romance, a Academia entrega quatro outros prémios, ao primeiro romance, contos, biografia e poesia.
Em março de 2009 a Academia alterou o nome do prémio retirando "bourses" ("bolsas") do título.
Os títulos dos prémios são:
| Nome do prémio pré-2009          | Nome do prémio pós-2009        | Categoria           |
| -------------------------------- | ------------------------------ | ------------------- |
| Bourse Goncourt de la Biographie | Prix Goncourt de la Biographie | Biografia           |
| Bourse Goncourt de la Nouvelle   | Prix Goncourt de la Nouvelle   | Contos              |
| Bourse Goncourt du Premier Roman | Prix Goncourt du Premier Roman | Romance de estreia  |
| Bourse Goncourt de la Poésie     | Prix Goncourt de la Poésie     | Poesia              |
| Bourse Goncourt Jeunesse         | descontinuado                  | Literatura infantil |

Os vencedores são apresentados em baixo.

### Prix Goncourt de la Biographie Edmonde Charles-Roux
Prémio Goncourt de Biografia. Atribuído em parceria com a cidade de Nancy.
- 1980 – Jean Lacouture, François Mauriac
- 1981 – Hubert Juin, Victor Hugo
- 1982 – Pierre Sipriot, René Depestre
- 1983 – Ghislain de Diesbach, Madame de Staël
- 1984 – Jeanne Champion, Suzanne Valadon
- 1985 – Georges Poisson, Laclos ou l'Obstination
- 1986 – Jean Canavaggio, Cervantes
- 1987 – Michel Surya, Georges Bataille, la mort à l'œuvre
- 1988 – Frédéric Vitoux, La Vie de Louis-Ferdinand Céline
- 1989 – Joanna Richardson, Judith Gautier
- 1990 – Pierre Citron, Giono
- 1991 – Odette Joyeux, Le Troisième œil, la vie de Nicéphore Niepce
- 1992 – Philippe Beaussant, Lully
- 1993 – Jean Bothorel, Louise de Vilmorin
- 1994 – David Bellos, Georges Perec
- 1995 – Henry Gidel, Les Deux Guitry
- 1996 – Anka Muhlstein, Astolphe de Custine
- 1997 – Jean-Claude Lamy, Prévert, les frères
- 1998 – Christian Liger, Le Roman de Rossel
- 1999 – Claude Pichois and Alain Brunet, Colette
- 2000 – Dominique Bona, Berthe Morisot
- 2001 – Laure Murat, La maison du docteur Blanche
- 2002 – Jean-Paul Goujon, Une Vie Secrète (1870–1925); Mille lettres de Pierre Louÿs à Georges Louis (1890–1917)
- 2003 – Pierre Billard, Louis Malle
- 2004 – Claude Dufresne, Appelez-moi George Sand
- 2005 – Thibaut d'Anthonay, Jean Lorrain
- 2006 – Angie David, Dominique Aury
- 2007 – Patrice Locmant, Huysmans, le forçat de la vie
- 2008 – Jennifer Lesieur, Jack London
- 2009 – Viviane Forrester, Virginia Woolf
- 2010 – Michel Winock, Madame de Stael
- 2011 – Maurizio Serra, Malaparte, vies et légendes
- 2012 – David Haziot, Le Roman des Rouart
- 2013 – Pascal Mérigeau, Jean Renoir
- 2014 – Jean Lebrun, Notre Chanel[4]
- 2015 – Jean-Christophe Attias, Moïse fragile[5]
- 2016 – Philippe Forest, Aragon
- 2017 – Marianne e Claude Schopp, Dumas fils ou l'Anti-Œdipe
- 2018 – Denis Demonpion, Salinger intime
- 2019 – Frédéric Pajak, Manifeste incertain, volume 7: Emily Dickinson, Marina Tsvetaïeva, l'immense poésie
- 2021 – Pauline Dreyfous, Paul Morand
- 2022 — Jean-Pierre Langellier, Léopold Sédar Senghor
- 2023 — Claude Burgelin, Georges Perec

### Prix Goncourt de la Nouvelle
Prémio Goncourt de contos. Iniciou-se em 1974 na forma de bolsas. Entregue em parceria com a cidade de Estrasburgo desde 2001.
- 1974 – Daniel Boulanger, Fouette, cocher!
- 1975 – S. Corinna Bille, La Demoiselle sauvage
- 1976 – Antoine Blondin, Quat'saisons
- 1977 – Henri Gougaud, Départements et territoires d'outre-mort
- 1978 – Christiane Baroche, Chambres, avec vue sur le passé
- 1979 – Andrée Chedid, Le Corps et le Temps
- 1980 – Guy Lagorce, Les Héroïques
- 1981 – Annie Saumont, Quelquefois dans les cérémonies
- 1982 – René Depestre, Alléluia pour une femme-jardin
- 1983 – Raymond Jean, Un fantasme de Bella B.
- 1984 – Alain Gerber, Les Jours de vin et de roses
- 1985 – Pierrette Fleutiaux, Métamorphoses de la reine
- 1986 – Jean Vautrin, Baby-boom
- 1987 – Noëlle Châtelet, Histoires de bouche
- 1988 – Jean-Louis Hue, Dernières Nouvelles du Père Noël
- 1989 – Paul Fournel, Les Athlètes dans leur tête
- 1990 – Jacques Bens, Nouvelles désenchantées
- 1991 – Rafaël Pividal, Le Goût de la catastrophe
- 1992 – Catherine Lépront, Trois gardiennes
- 1993 – Mariette Condroyer, Un après-midi plutôt gai
- 1994 – Jean-Christophe Duchon-Doris, Les Lettres du baron
- 1996 – Ludovic Janvier, En mémoire du lit
- 1997 – François Sureau, Le Sphinx de Darwin
- 1999 – Elvire de Brissac, Les anges d'en bas
- 2000 – Catherine Paysan, Les Désarmés
- 2001 – Stéphane Denis, Elle a maigri pour le festival
- 2002 – Sébastien Lapaque, Mythologie Française
- 2003 – Philippe Claudel, Les petites mécaniques
- 2004 – Olivier Adam, Passer l'hiver
- 2005 – Georges-Olivier Châteaureynaud, Singe savant tabassé par deux clowns
- 2006 – Franz Bartelt, Le Bar des habitudes
- 2007 – Brigitte Giraud, L'Amour est très surestimé
- 2008 – Jean-Yves Masson, Ultimes vérités sur la mort du nageur
- 2009 – Sylvain Tesson, Une vie à coucher dehors
- 2010 – Éric-Emmanuel Schmitt, Concerto à la mémoire d'un ange
- 2011 – Bernard Comment, Tout passe
- 2012 – Didier Daeninckx, L'Espoir en contrebande
- 2013 – Fouad Laroui, L'Étrange Affaire du pantalon de Dassoukine
- 2014 – Nicolas Cavaillès, Vie de monsieur Leguat[6]
- 2015 – Patrice Franceschi, Première personne du singulier[7]
- 2016 - Marie-Hélène Lafon, Histoires
- 2017 – Raphaël Haroche, Retourner à la mer
- 2018 – Régis Jauffret, Microfictions 2018
- 2019 – Caroline Lamarche, Nous sommes à la lisière
- 2020 – Anne Serre, Au cœur d'un été tout en or
- 2021 – Shmuel T. Meyer, Et la guerre est finie...
- 2022 — Antoine Wauters, Le museé des contradictions
- 2023 — David Thomas, Partout les autres

### Prix Goncourt du Premier Roman
Prémio Goncourt para o primeiro romance. Atribuído em parceria com o município de Paris.
- 1990 – Hélène de Monferrand, Les amies d'Héloïse
- 1991 – Armande Gobry-Valle, Iblis ou la défroque du serpent
- 1992 – Nita Rousseau, Les iris bleus
- 1993 – Bernard Chambaz, L'arbre de vies
- 1994 – Bernard Lamarche-Vadel, Vétérinaires
- 1995 – Florence Seyvos, Les apparitions
- 1996 – Yann Moix, Jubilations vers le ciel
- 1997 – Jean-Christophe Rufin, L'abyssin
- 1998 – Shan Sa, Porte de la paix céleste
- 1999 – Nicolas Michel, Un revenant
- 2000 – Benjamin Berton, Sauvageons
- 2001 – Salim Bachi, Le chien d'Ulysse
- 2002 – Soazig Aaron, Le non de Klara
- 2003 – Claire Delannoy, La guerre, l'Amérique
- 2004 – Françoise Dorner, La fille du rang derrière
- 2005 – Alain Jaubert, Val Paradis
- 2006 – Hédi Kaddour, Waltenberg
- 2007 – Frédéric Brun, Perla
- 2008 – Jakuta Alikavazovic, Corps volatils
- 2009 – Jean-Baptiste Del Amo, Une éducation libertine
- 2010 – Laurent Binet, HHhH
- 2011 – Michel Rostain, Le Fils
- 2012 – François Garde, Ce qu'il advint du sauvage blanc
- 2013 – Alexandre Postel, Un homme effacé
- 2014 – Frédéric Verger, Arden[8]
- 2015 – Kamel Daoud, The Meursault Investigation[9]
- 2016 – Joseph Andras, De nos frères blessés. O autor recusou o prémio.[10]
- 2017 – Maryam Madjidi, Marx et la poupée[11]
- 2018 – Mahir Guven, Grand frère
- 2019 – Marie Gauthier, Court vêtue
- 2020 – Maylis Besserie, Le Tiers Temps
- 2021 – Émilienne Malfatto, Que sur toi se lamente le Tigre
- 2022 — Étienne Kern, Les envolés
- 2023 — Pauline Peyarde, L'âge de détruire

### Prix Goncourt de la Poésie
Prémio Goncourt de poesia. Criado a pedido de Adrien Bertrand (Prix Goncourt em 1914). O prémio é atribuído a todo o trabalho da carreira do poeta.
- 1985 – Claude Roy
- 1986 – adiado para 1987[12]
- 1987 – Yves Bonnefoy
- 1988 – Eugène Guillevic
- 1989 – Alain Bosquet
- 1990 – Charles Le Quintrec
- 1991 – Jean-Claude Renard
- 1992 – Georges-Emmanuel Clancier
- 1993 – não atribuído[12]
- 1994 – não atribuído[12]
- 1995 – Lionel Ray
- 1996 – André Velter
- 1997 – Maurice Chappaz
- 1998 – Lorand Gaspar
- 1999 – Jacques Réda
- 2000 – Liliane Wouters
- 2001 – Claude Esteban
- 2002 – Andrée Chedid
- 2003 – Philippe Jaccottet
- 2004 – Jacques Chessex
- 2005 – Charles Dobzynski
- 2006 – Alain Jouffroy
- 2007 – Marc Alyn
- 2008 – Claude Vigée
- 2009 – Abdellatif Laabi
- 2010 – Guy Goffette
- 2011 – Vénus Khoury-Ghata
- 2012 – Jean-Claude Pirotte
- 2013 – Charles Juliet
- 2014 - William Cliff[13]
- 2016 – Le Printemps des Poètes
- 2017 – Franck Venaille
- 2018 – Anise Koltz
- 2019 – Yvon Le Men
- 2020 – Michel Deguy
- 2021 – Jacques Roubaud[14]
- 2022 — Jean-Michel Maulpoix
- 2023 — Laura Vasquez

### Bourse Goncourt Jeunesse
Prémio Goncourt para literatura infantil. Entregue em parceria com o município de Fontvieille. Descontinuado após 2007.
- 1999 – Claude Guillot and Fabienne Burckel, Le fantôme de Shanghai
- 2000 – Eric Battut, Rouge Matou
- 2002 – Fred Bernard e François Roca, Jeanne and le Mokélé and Jesus Betz
- 2003 – Yvan Pommaux, Avant la Télé
- 2004 – Jean Chalon e Martine Delerm, Un arbre dans la lune
- 2005 – Natali Fortier, Lili Plume
- 2006 – Bernard du Boucheron e Nicole Claveloux, Un roi, une princesse and une pieuvre
- 2007 – Véronique Ovaldé e Joëlle Jolivet, La très petite Zébuline